# Lista di asteroidi (450001-451000)
Di seguito una lista di asteroidi dal numero 450001 al 451000 con data di scoperta e scopritore.

## 450001-450100
| Nome     | Designazione provvisoria | Data di scoperta  | Scopritore                                                |
| -------- | ------------------------ | ----------------- | --------------------------------------------------------- |
| 450001 - | 2015 PA281               | 8 settembre 1996  | Spacewatch                                                |
| 450002 - | 2015 PT286               | 11 novembre 2006  | Spacewatch                                                |
| 450003 - | 2015 PT291               | 3 ottobre 2006    | Mt. Lemmon Survey                                         |
| 450004 - | 2015 PJ293               | 9 agosto 2004     | LINEAR                                                    |
| 450005 - | 2015 PM293               | 24 febbraio 2006  | Spacewatch                                                |
| 450006 - | 2015 PW293               | 6 gennaio 2006    | CSS                                                       |
| 450007 - | 2015 PZ293               | 25 gennaio 2006   | Spacewatch                                                |
| 450008 - | 2015 PK300               | 8 agosto 2004     | LINEAR                                                    |
| 450009 - | 2015 PQ307               | 14 settembre 2007 | Mt. Lemmon Survey                                         |
| 450010 - | 2015 PR307               | 29 dicembre 2008  | Spacewatch                                                |
| 450011 - | 2015 PB308               | 28 ottobre 2011   | CSS                                                       |
| 450012 - | 2015 PH308               | 11 luglio 2005    | Spacewatch                                                |
| 450013 - | 2015 PY308               | 13 marzo 2008     | Spacewatch                                                |
| 450014 - | 2015 PU309               | 13 settembre 2004 | LONEOS                                                    |
| 450015 - | 2015 PY309               | 26 ottobre 2005   | Spacewatch                                                |
| 450016 - | 2015 PA310               | 16 febbraio 2010  | Spacewatch                                                |
| 450017 - | 2015 PF310               | 19 giugno 2009    | Spacewatch                                                |
| 450018 - | 2015 PN310               | 12 ottobre 1977   | van Houten, C. J., van Houten-Groeneveld, I., Gehrels, T. |
| 450019 - | 2015 QN                  | 29 gennaio 2010   | WISE                                                      |
| 450020 - | 2015 QR                  | 10 settembre 2004 | LINEAR                                                    |
| 450021 - | 2015 QG2                 | 13 giugno 2010    | WISE                                                      |
| 450022 - | 2015 QG3                 | 29 ottobre 2005   | CSS                                                       |
| 450023 - | 2015 QY3                 | 14 ottobre 2004   | Spacewatch                                                |
| 450024 - | 2015 QF4                 | 5 dicembre 2005   | Spacewatch                                                |
| 450025 - | 2015 QM8                 | 27 settembre 2008 | Mt. Lemmon Survey                                         |
| 450026 - | 2015 QL10                | 2 ottobre 1995    | Spacewatch                                                |
| 450027 - | 2015 QS10                | 9 settembre 2004  | Spacewatch                                                |
| 450028 - | 2015 QT10                | 23 settembre 2000 | LINEAR                                                    |
| 450029 - | 2015 QE11                | 6 agosto 2004     | CINEOS                                                    |
| 450030 - | 2015 RK                  | 9 ottobre 2010    | Mt. Lemmon Survey                                         |
| 450031 - | 2015 RN                  | 14 ottobre 2007   | Spacewatch                                                |
| 450032 - | 2015 RZ                  | 4 ottobre 2004    | Spacewatch                                                |
| 450033 - | 2015 RA1                 | 30 dicembre 2005  | CSS                                                       |
| 450034 - | 2015 RD1                 | 21 febbraio 2007  | Spacewatch                                                |
| 450035 - | 2015 RM1                 | 30 ottobre 2011   | Spacewatch                                                |
| 450036 - | 2015 RN1                 | 28 novembre 2005  | Spacewatch                                                |
| 450037 - | 2015 RZ2                 | 29 dicembre 2008  | Mt. Lemmon Survey                                         |
| 450038 - | 2015 RF3                 | 8 marzo 2005      | Spacewatch                                                |
| 450039 - | 2015 RT18                | 19 agosto 2006    | Spacewatch                                                |
| 450040 - | 2015 RS19                | 13 ottobre 2010   | Mt. Lemmon Survey                                         |
| 450041 - | 2015 RK20                | 11 aprile 2007    | Spacewatch                                                |
| 450042 - | 2015 RY22                | 28 settembre 2011 | Mt. Lemmon Survey                                         |
| 450043 - | 2015 RG24                | 26 marzo 2008     | Mt. Lemmon Survey                                         |
| 450044 - | 2015 RK24                | 1º ottobre 2010   | CSS                                                       |
| 450045 - | 2015 RL24                | 25 settembre 2007 | Mt. Lemmon Survey                                         |
| 450046 - | 2015 RN25                | 1º dicembre 2005  | Spacewatch                                                |
| 450047 - | 2015 RR25                | 1º agosto 2010    | WISE                                                      |
| 450048 - | 2015 RH26                | 13 settembre 2004 | LINEAR                                                    |
| 450049 - | 2015 RX26                | 1º agosto 1997    | ODAS                                                      |
| 450050 - | 2015 RB27                | 15 ottobre 1998   | Spacewatch                                                |
| 450051 - | 2015 RC27                | 13 maggio 2005    | Mt. Lemmon Survey                                         |
| 450052 - | 2015 RF27                | 6 ottobre 2000    | LONEOS                                                    |
| 450053 - | 2015 RH27                | 16 ottobre 2007   | CSS                                                       |
| 450054 - | 2015 RO27                | 18 settembre 2006 | Spacewatch                                                |
| 450055 - | 2015 RC29                | 28 gennaio 2007   | Spacewatch                                                |
| 450056 - | 2015 RY29                | 25 settembre 2007 | Mt. Lemmon Survey                                         |
| 450057 - | 2015 RA30                | 21 febbraio 2007  | Mt. Lemmon Survey                                         |
| 450058 - | 2015 RQ30                | 15 marzo 2004     | Spacewatch                                                |
| 450059 - | 2015 RT30                | 10 marzo 2005     | Mt. Lemmon Survey                                         |
| 450060 - | 2015 RY40                | 12 aprile 2005    | Mt. Lemmon Survey                                         |
| 450061 - | 2015 RQ43                | 11 giugno 2010    | Mt. Lemmon Survey                                         |
| 450062 - | 2015 RX44                | 5 settembre 2005  | CSS                                                       |
| 450063 - | 2015 RQ45                | 17 marzo 2005     | Mt. Lemmon Survey                                         |
| 450064 - | 2015 RF46                | 27 gennaio 2003   | LINEAR                                                    |
| 450065 - | 2015 RP46                | 3 aprile 2008     | Mt. Lemmon Survey                                         |
| 450066 - | 2015 RQ46                | 1º novembre 2007  | Mt. Lemmon Survey                                         |
| 450067 - | 2015 RC47                | 20 ottobre 2006   | Spacewatch                                                |
| 450068 - | 2015 RK47                | 2 febbraio 2006   | Spacewatch                                                |
| 450069 - | 2015 RM47                | 18 settembre 1998 | Spacewatch                                                |
| 450070 - | 2015 RV48                | 7 agosto 2008     | Spacewatch                                                |
| 450071 - | 2015 RZ48                | 6 ottobre 2007    | Spacewatch                                                |
| 450072 - | 2015 RT50                | 5 settembre 2008  | Spacewatch                                                |
| 450073 - | 2015 RY50                | 28 agosto 2006    | Spacewatch                                                |
| 450074 - | 2015 RL52                | 14 marzo 2007     | Mt. Lemmon Survey                                         |
| 450075 - | 2015 RB53                | 8 agosto 2004     | LINEAR                                                    |
| 450076 - | 2015 RP58                | 4 settembre 2010  | Mt. Lemmon Survey                                         |
| 450077 - | 2015 RL62                | 8 ottobre 2007    | Mt. Lemmon Survey                                         |
| 450078 - | 2015 RM73                | 11 settembre 2007 | Mt. Lemmon Survey                                         |
| 450079 - | 2015 RZ73                | 3 marzo 2006      | Spacewatch                                                |
| 450080 - | 2015 RX75                | 1º febbraio 2008  | Spacewatch                                                |
| 450081 - | 2015 RH76                | 11 ottobre 2004   | Spacewatch                                                |
| 450082 - | 2015 RL78                | 23 febbraio 2007  | Spacewatch                                                |
| 450083 - | 2015 RU81                | 10 ottobre 2004   | Spacewatch                                                |
| 450084 - | 2015 RL84                | 16 settembre 2006 | CSS                                                       |
| 450085 - | 2015 RT85                | 25 settembre 2006 | CSS                                                       |
| 450086 - | 2015 RG88                | 21 dicembre 2006  | Mt. Lemmon Survey                                         |
| 450087 - | 2015 RD90                | 20 febbraio 2002  | Spacewatch                                                |
| 450088 - | 2015 RY90                | 5 novembre 2005   | CSS                                                       |
| 450089 - | 2015 RD91                | 21 febbraio 2007  | Mt. Lemmon Survey                                         |
| 450090 - | 2015 RE91                | 9 novembre 1999   | Spacewatch                                                |
| 450091 - | 2015 RR91                | 13 aprile 2004    | Spacewatch                                                |
| 450092 - | 2015 RB92                | 25 ottobre 2005   | Spacewatch                                                |
| 450093 - | 2015 RS92                | 19 novembre 2008  | Mt. Lemmon Survey                                         |
| 450094 - | 2015 RU92                | 18 gennaio 2008   | Spacewatch                                                |
| 450095 - | 2015 RW92                | 27 gennaio 2007   | Mt. Lemmon Survey                                         |
| 450096 - | 2015 RB93                | 19 settembre 1995 | Spacewatch                                                |
| 450097 - | 2015 RA94                | 28 febbraio 2008  | Mt. Lemmon Survey                                         |
| 450098 - | 2015 RD94                | 4 marzo 2008      | Mt. Lemmon Survey                                         |
| 450099 - | 2015 RZ94                | 16 novembre 2009  | Mt. Lemmon Survey                                         |
| 450100 - | 2015 RY95                | 23 ottobre 2011   | Spacewatch                                                |

## 450101-450200
| Nome     | Designazione provvisoria | Data di scoperta  | Scopritore               |
| -------- | ------------------------ | ----------------- | ------------------------ |
| 450101 - | 2015 RN97                | 26 settembre 2000 | LONEOS                   |
| 450102 - | 2015 RJ100               | 7 ottobre 2004    | LONEOS                   |
| 450103 - | 2015 RS101               | 18 settembre 2006 | CSS                      |
| 450104 - | 2015 RZ102               | 29 agosto 2006    | CSS                      |
| 450105 - | 2015 RA104               | 3 luglio 2005     | Mt. Lemmon Survey        |
| 450106 - | 2015 RP104               | 15 aprile 2007    | Spacewatch               |
| 450107 - | 2015 RW104               | 28 ottobre 2005   | Spacewatch               |
| 450108 - | 2015 RH105               | 28 dicembre 2005  | Spacewatch               |
| 450109 - | 2015 RK105               | 31 agosto 2005    | Spacewatch               |
| 450110 - | 2015 RO105               | 9 marzo 2007      | Spacewatch               |
| 450111 - | 2015 RZ105               | 31 gennaio 2009   | Spacewatch               |
| 450112 - | 2015 RG106               | 11 settembre 2007 | Mt. Lemmon Survey        |
| 450113 - | 2015 RR106               | 1º ottobre 2005   | CSS                      |
| 450114 - | 2015 RL107               | 22 giugno 2007    | Spacewatch               |
| 450115 - | 2015 RU107               | 4 dicembre 2008   | Mt. Lemmon Survey        |
| 450116 - | 2015 RP108               | 26 novembre 2011  | Mt. Lemmon Survey        |
| 450117 - | 2015 RB109               | 8 aprile 2002     | Spacewatch               |
| 450118 - | 2015 RD110               | 29 agosto 2006    | Spacewatch               |
| 450119 - | 2015 RS114               | 27 gennaio 2007   | Spacewatch               |
| 450120 - | 2015 RE117               | 16 ottobre 2006   | CSS                      |
| 450121 - | 2015 RF121               | 9 ottobre 2008    | Spacewatch               |
| 450122 - | 2015 RW124               | 15 settembre 2010 | Spacewatch               |
| 450123 - | 2015 RK131               | 3 settembre 2008  | Spacewatch               |
| 450124 - | 2015 RB139               | 7 gennaio 2006    | Mt. Lemmon Survey        |
| 450125 - | 2015 RV198               | 24 giugno 2009    | Spacewatch               |
| 450126 - | 2015 RJ213               | 11 maggio 2010    | Mt. Lemmon Survey        |
| 450127 - | 2015 RS213               | 1º febbraio 2001  | Spacewatch               |
| 450128 - | 2015 RT243               | 19 settembre 2003 | Spacewatch               |
| 450129 - | 2015 RD245               | 6 dicembre 2008   | Spacewatch               |
| 450130 - | 2015 SP3                 | 23 maggio 2006    | Siding Spring Survey     |
| 450131 - | 2015 SE5                 | 8 marzo 2008      | Spacewatch               |
| 450132 - | 2015 SO5                 | 10 ottobre 2005   | CSS                      |
| 450133 - | 2015 SW5                 | 29 agosto 2006    | Spacewatch               |
| 450134 - | 1994 WH4                 | 26 novembre 1994  | Spacewatch               |
| 450135 - | 1995 SW20                | 19 settembre 1995 | Spacewatch               |
| 450136 - | 1995 SZ57                | 22 settembre 1995 | Spacewatch               |
| 450137 - | 1996 AF6                 | 12 gennaio 1996   | Spacewatch               |
| 450138 - | 1998 BO26                | 28 gennaio 1998   | NEAT                     |
| 450139 - | 1998 SR148               | 26 settembre 1998 | LINEAR                   |
| 450140 - | 1998 TL27                | 15 ottobre 1998   | Spacewatch               |
| 450141 - | 1998 VH43                | 20 ottobre 1998   | Spacewatch               |
| 450142 - | 1998 XN2                 | 9 dicembre 1998   | LINEAR                   |
| 450143 - | 1999 ED5                 | 13 marzo 1999     | Spacewatch               |
| 450144 - | 1999 RJ30                | 8 settembre 1999  | LINEAR                   |
| 450145 - | 1999 RU140               | 9 settembre 1999  | LINEAR                   |
| 450146 - | 1999 TZ70                | 9 ottobre 1999    | Spacewatch               |
| 450147 - | 1999 TT84                | 13 ottobre 1999   | Spacewatch               |
| 450148 - | 1999 TJ170               | 10 ottobre 1999   | LINEAR                   |
| 450149 - | 1999 VZ109               | 9 novembre 1999   | LINEAR                   |
| 450150 - | 1999 VA119               | 18 ottobre 1999   | Spacewatch               |
| 450151 - | 1999 VK129               | 11 ottobre 1999   | LINEAR                   |
| 450152 - | 1999 VA147               | 12 novembre 1999  | LINEAR                   |
| 450153 - | 2000 AL48                | 6 gennaio 2000    | Comba, P. G.             |
| 450154 - | 2000 AM49                | 5 gennaio 2000    | LINEAR                   |
| 450155 - | 2000 AK126               | 5 gennaio 2000    | LINEAR                   |
| 450156 - | 2000 AT210               | 18 dicembre 1999  | Spacewatch               |
| 450157 - | 2000 DE65                | 29 febbraio 2000  | LINEAR                   |
| 450158 - | 2000 DW98                | 29 febbraio 2000  | LINEAR                   |
| 450159 - | 2000 JJ5                 | 3 maggio 2000     | LINEAR                   |
| 450160 - | 2000 RM12                | 1º settembre 2000 | LINEAR                   |
| 450161 - | 2000 YE29                | 22 dicembre 2000  | LONEOS                   |
| 450162 - | 2001 KJ33                | 24 maggio 2001    | LINEAR                   |
| 450163 - | 2001 ML31                | 28 giugno 2001    | LONEOS                   |
| 450164 - | 2001 OP2                 | 17 luglio 2001    | LONEOS                   |
| 450165 - | 2001 QL189               | 22 agosto 2001    | LINEAR                   |
| 450166 - | 2001 RP122               | 12 settembre 2001 | LINEAR                   |
| 450167 - | 2001 RW149               | 11 settembre 2001 | LONEOS                   |
| 450168 - | 2001 SS140               | 16 settembre 2001 | LINEAR                   |
| 450169 - | 2001 SB198               | 19 settembre 2001 | LINEAR                   |
| 450170 - | 2001 SV201               | 19 settembre 2001 | LINEAR                   |
| 450171 - | 2001 SW317               | 19 settembre 2001 | LINEAR                   |
| 450172 - | 2001 SV332               | 19 settembre 2001 | LINEAR                   |
| 450173 - | 2001 TZ9                 | 13 ottobre 2001   | LINEAR                   |
| 450174 - | 2001 TD19                | 15 ottobre 2001   | Clingan, R.              |
| 450175 - | 2001 TZ96                | 14 ottobre 2001   | LINEAR                   |
| 450176 - | 2001 TV99                | 14 ottobre 2001   | LINEAR                   |
| 450177 - | 2001 TQ161               | 11 ottobre 2001   | NEAT                     |
| 450178 - | 2001 TV251               | 14 ottobre 2001   | Sloan Digital Sky Survey |
| 450179 - | 2001 TW259               | 10 ottobre 2001   | NEAT                     |
| 450180 - | 2001 TR260               | 14 ottobre 2001   | Sloan Digital Sky Survey |
| 450181 - | 2001 VH63                | 10 novembre 2001  | LINEAR                   |
| 450182 - | 2001 VY73                | 11 novembre 2001  | LINEAR                   |
| 450183 - | 2001 VX83                | 11 novembre 2001  | LINEAR                   |
| 450184 - | 2001 VY88                | 11 novembre 2001  | LINEAR                   |
| 450185 - | 2001 WJ2                 | 19 novembre 2001  | LINEAR                   |
| 450186 - | 2001 WA21                | 17 ottobre 2001   | Spacewatch               |
| 450187 - | 2001 WC56                | 19 novembre 2001  | LINEAR                   |
| 450188 - | 2001 XB33                | 10 dicembre 2001  | Spacewatch               |
| 450189 - | 2001 XY72                | 19 novembre 2001  | LONEOS                   |
| 450190 - | 2001 XJ104               | 15 dicembre 2001  | LINEAR                   |
| 450191 - | 2001 XA223               | 15 dicembre 2001  | LINEAR                   |
| 450192 - | 2001 XQ228               | 15 dicembre 2001  | LINEAR                   |
| 450193 - | 2001 XD229               | 15 dicembre 2001  | LINEAR                   |
| 450194 - | 2002 CN38                | 7 febbraio 2002   | LINEAR                   |
| 450195 - | 2002 CZ195               | 10 febbraio 2002  | LINEAR                   |
| 450196 - | 2002 CZ288               | 10 febbraio 2002  | LINEAR                   |
| 450197 - | 2002 EG24                | 5 marzo 2002      | Spacewatch               |
| 450198 - | 2002 EW119               | 10 marzo 2002     | Spacewatch               |
| 450199 - | 2002 GN120               | 12 aprile 2002    | LINEAR                   |
| 450200 - | 2002 GW189               | 5 aprile 2002     | NEAT                     |

## 450201-450300
| Nome               | Designazione provvisoria | Data di scoperta  | Scopritore               |
| ------------------ | ------------------------ | ----------------- | ------------------------ |
| 450201 -           | 2002 JC116               | 10 maggio 2002    | NEAT                     |
| 450202 -           | 2002 JH128               | 10 aprile 2002    | LINEAR                   |
| 450203 -           | 2002 NA31                | 15 luglio 2002    | LINEAR                   |
| 450204 -           | 2002 ND36                | 9 luglio 2002     | LINEAR                   |
| 450205 -           | 2002 OP2                 | 17 luglio 2002    | LINEAR                   |
| 450206 -           | 2002 ON15                | 18 luglio 2002    | LINEAR                   |
| 450207 -           | 2002 OC30                | 20 luglio 2002    | NEAT                     |
| 450208 -           | 2002 PS31                | 6 agosto 2002     | NEAT                     |
| 450209 -           | 2002 PZ34                | 5 agosto 2002     | CINEOS                   |
| 450210 -           | 2002 PR175               | 14 settembre 1998 | Spacewatch               |
| 450211 -           | 2002 PW180               | 15 agosto 2002    | NEAT                     |
| 450212 -           | 2002 QE71                | 18 agosto 2002    | NEAT                     |
| 450213 -           | 2002 QB83                | 16 agosto 2002    | NEAT                     |
| 450214 -           | 2002 RQ109               | 6 settembre 2002  | LINEAR                   |
| 450215 -           | 2002 RY136               | 12 settembre 2002 | NEAT                     |
| 450216 -           | 2002 RG182               | 11 settembre 2002 | NEAT                     |
| 450217 -           | 2002 RE268               | 1º settembre 2002 | NEAT                     |
| 450218 -           | 2002 SW1                 | 26 settembre 2002 | NEAT                     |
| 450219 -           | 2002 SV34                | 29 settembre 2002 | NEAT                     |
| 450220 -           | 2002 TC2                 | 1º ottobre 2002   | LONEOS                   |
| 450221 -           | 2002 TP4                 | 1º ottobre 2002   | LINEAR                   |
| 450222 -           | 2002 TF60                | 3 ottobre 2002    | NEAT                     |
| 450223 -           | 2002 TG154               | 5 ottobre 2002    | LINEAR                   |
| 450224 -           | 2002 TW189               | 5 ottobre 2002    | LINEAR                   |
| 450225 -           | 2002 TR199               | 5 ottobre 2002    | LINEAR                   |
| 450226 -           | 2002 TA220               | 5 ottobre 2002    | LINEAR                   |
| 450227 -           | 2002 TS303               | 4 ottobre 2002    | Sloan Digital Sky Survey |
| 450228 -           | 2002 TD332               | 5 ottobre 2002    | Sloan Digital Sky Survey |
| 450229 -           | 2002 TX367               | 10 ottobre 2002   | Sloan Digital Sky Survey |
| 450230 -           | 2002 TQ368               | 10 ottobre 2002   | Sloan Digital Sky Survey |
| 450231 -           | 2002 TQ376               | 6 ottobre 2002    | LINEAR                   |
| 450232 -           | 2002 UJ46                | 31 ottobre 2002   | Spacewatch               |
| 450233 -           | 2002 UH79                | 30 ottobre 2002   | NEAT                     |
| 450234 -           | 2002 VN117               | 14 novembre 2002  | Tenagra II               |
| 450235 -           | 2002 VW140               | 12 novembre 2002  | NEAT                     |
| 450236 -           | 2002 WO24                | 16 novembre 2002  | NEAT                     |
| 450237 -           | 2002 XY38                | 7 dicembre 2002   | NEAT                     |
| 450238 -           | 2002 XN40                | 11 dicembre 2002  | LINEAR                   |
| 450239 -           | 2002 XA119               | 10 dicembre 2002  | NEAT                     |
| 450240 -           | 2003 AO53                | 27 dicembre 2002  | LONEOS                   |
| 450241 -           | 2003 AQ85                | 11 gennaio 2003   | NEAT                     |
| 450242 -           | 2003 DG                  | 19 febbraio 2003  | NEAT                     |
| 450243 -           | 2003 EF46                | 7 marzo 2003      | LONEOS                   |
| 450244 -           | 2003 FA68                | 26 marzo 2003     | Spacewatch               |
| 450245 -           | 2003 GX21                | 7 aprile 2003     | Spacewatch               |
| 450246 -           | 2003 HP46                | 28 aprile 2003    | LINEAR                   |
| 450247 -           | 2003 SY112               | 16 settembre 2003 | Spacewatch               |
| 450248 -           | 2003 SF338               | 26 settembre 2003 | Sloan Digital Sky Survey |
| 450249 -           | 2003 SQ360               | 21 settembre 2003 | Spacewatch               |
| 450250 -           | 2003 SL379               | 26 settembre 2003 | Sloan Digital Sky Survey |
| 450251 -           | 2003 TO3                 | 4 ottobre 2003    | Reddy, V.                |
| 450252 -           | 2003 UC310               | 20 ottobre 2003   | Spacewatch               |
| 450253 -           | 2003 UO335               | 18 ottobre 2003   | Sloan Digital Sky Survey |
| 450254 -           | 2003 UU348               | 19 ottobre 2003   | Sloan Digital Sky Survey |
| 450255 -           | 2003 UX370               | 22 ottobre 2003   | Sloan Digital Sky Survey |
| 450256 -           | 2003 UO373               | 22 ottobre 2003   | Sloan Digital Sky Survey |
| 450257 -           | 2003 WA                  | 16 novembre 2003  | Spacewatch               |
| 450258 -           | 2003 WD5                 | 16 novembre 2003  | Spacewatch               |
| 450259 -           | 2003 WQ7                 | 19 novembre 2003  | LINEAR                   |
| 450260 -           | 2003 WC21                | 19 novembre 2003  | LINEAR                   |
| 450261 -           | 2003 WP39                | 19 novembre 2003  | Spacewatch               |
| 450262 -           | 2003 WF140               | 21 novembre 2003  | LINEAR                   |
| 450263 -           | 2003 WD158               | 30 novembre 2003  | LINEAR                   |
| 450264 -           | 2003 WM167               | 19 novembre 2003  | NEAT                     |
| 450265             | 2003 WU172               | 21 novembre 2003  | Spacewatch               |
| 450266 -           | 2003 YJ14                | 17 dicembre 2003  | LINEAR                   |
| 450267 -           | 2003 YF83                | 18 dicembre 2003  | LINEAR                   |
| 450268 -           | 2003 YX114               | 19 dicembre 2003  | Spacewatch               |
| 450269 -           | 2003 YV130               | 28 dicembre 2003  | LINEAR                   |
| 450270 -           | 2004 AE                  | 4 gennaio 2004    | LINEAR                   |
| 450271 -           | 2004 BA12                | 30 dicembre 2003  | Spacewatch               |
| 450272 -           | 2004 BG15                | 16 gennaio 2004   | Spacewatch               |
| 450273 -           | 2004 BL68                | 19 gennaio 2004   | NEAT                     |
| 450274 -           | 2004 BQ102               | 30 gennaio 2004   | LINEAR                   |
| 450275 -           | 2004 BR137               | 19 gennaio 2004   | Spacewatch               |
| 450276 -           | 2004 BL146               | 22 gennaio 2004   | LINEAR                   |
| 450277 -           | 2004 CY103               | 13 febbraio 2004  | NEAT                     |
| 450278 -           | 2004 CY112               | 13 febbraio 2004  | LONEOS                   |
| 450279 -           | 2004 DR13                | 16 febbraio 2004  | Spacewatch               |
| 450280 -           | 2004 DW29                | 17 febbraio 2004  | LINEAR                   |
| 450281 -           | 2004 ER35                | 13 marzo 2004     | NEAT                     |
| 450282 -           | 2004 EM47                | 15 marzo 2004     | CSS                      |
| 450283 -           | 2004 EM64                | 26 febbraio 2004  | LINEAR                   |
| 450284 -           | 2004 FF30                | 19 marzo 2004     | CSS                      |
| 450285 -           | 2004 FG57                | 17 marzo 2004     | Spacewatch               |
| 450286 -           | 2004 HQ5                 | 9 aprile 2004     | Siding Spring Survey     |
| 450287 -           | 2004 HB46                | 21 aprile 2004    | Siding Spring Survey     |
| 450288 -           | 2004 HR78                | 22 aprile 2004    | Spacewatch               |
| 450289 -           | 2004 JV13                | 9 maggio 2004     | Spacewatch               |
| 450290 -           | 2004 JR20                | 14 maggio 2004    | LINEAR                   |
| 450291 -           | 2004 JT20                | 15 maggio 2004    | LINEAR                   |
| 450292 -           | 2004 KU                  | 17 maggio 2004    | LINEAR                   |
| 450293 -           | 2004 LV3                 | 12 giugno 2004    | LINEAR                   |
| 450294 -           | 2004 LW24                | 14 giugno 2004    | Spacewatch               |
| 450295 -           | 2004 MB                  | 16 giugno 2004    | Spacewatch               |
| 450296 -           | 2004 PE40                | 9 agosto 2004     | LINEAR                   |
| 450297 Csákánybéla | 2004 PN42                | 8 agosto 2004     | Sárneczky, K., Szabo, G. |
| 450298 -           | 2004 PG55                | 8 agosto 2004     | NEAT                     |
| 450299 -           | 2004 PN110               | 12 agosto 2004    | LINEAR                   |
| 450300 -           | 2004 QD14                | 24 agosto 2004    | Siding Spring Survey     |

## 450301-450400
| Nome                | Designazione provvisoria | Data di scoperta  | Scopritore           |
| ------------------- | ------------------------ | ----------------- | -------------------- |
| 450301 -            | 2004 QZ17                | 19 agosto 2004    | LINEAR               |
| 450302 -            | 2004 QF24                | 27 agosto 2004    | LINEAR               |
| 450303 -            | 2004 RA3                 | 6 settembre 2004  | LINEAR               |
| 450304 -            | 2004 RA60                | 8 settembre 2004  | LINEAR               |
| 450305 -            | 2004 RK135               | 7 settembre 2004  | Spacewatch           |
| 450306 -            | 2004 RS141               | 8 settembre 2004  | LINEAR               |
| 450307 -            | 2004 RX157               | 10 settembre 2004 | LINEAR               |
| 450308 -            | 2004 RG160               | 10 settembre 2004 | LINEAR               |
| 450309 -            | 2004 RF165               | 7 settembre 2004  | NEAT                 |
| 450310 -            | 2004 RP175               | 10 settembre 2004 | LINEAR               |
| 450311 -            | 2004 RW189               | 10 settembre 2004 | LINEAR               |
| 450312 -            | 2004 RJ209               | 11 settembre 2004 | LINEAR               |
| 450313 -            | 2004 RG248               | 12 settembre 2004 | LINEAR               |
| 450314 -            | 2004 RE250               | 10 settembre 2004 | LINEAR               |
| 450315 -            | 2004 RM252               | 15 settembre 2004 | LINEAR               |
| 450316 -            | 2004 RN253               | 6 settembre 2004  | NEAT                 |
| 450317 -            | 2004 RH334               | 15 settembre 2004 | LONEOS               |
| 450318 -            | 2004 ST1                 | 16 settembre 2004 | Spacewatch           |
| 450319 -            | 2004 SG18                | 17 settembre 2004 | LONEOS               |
| 450320 -            | 2004 SN19                | 9 settembre 2004  | Spacewatch           |
| 450321 -            | 2004 SR28                | 9 settembre 2004  | LINEAR               |
| 450322 -            | 2004 SB51                | 22 settembre 2004 | Spacewatch           |
| 450323 -            | 2004 TJ2                 | 13 settembre 2004 | LONEOS               |
| 450324 -            | 2004 TK26                | 4 ottobre 2004    | Spacewatch           |
| 450325 -            | 2004 TK28                | 4 ottobre 2004    | Spacewatch           |
| 450326 -            | 2004 TW34                | 17 settembre 2004 | LINEAR               |
| 450327 -            | 2004 TQ45                | 4 ottobre 2004    | Spacewatch           |
| 450328 -            | 2004 TS49                | 4 ottobre 2004    | Spacewatch           |
| 450329 -            | 2004 TL56                | 5 ottobre 2004    | Spacewatch           |
| 450330 -            | 2004 TA72                | 6 ottobre 2004    | Spacewatch           |
| 450331 -            | 2004 TE92                | 7 settembre 2004  | Spacewatch           |
| 450332 -            | 2004 TA94                | 5 ottobre 2004    | Spacewatch           |
| 450333 -            | 2004 TL107               | 7 ottobre 2004    | Spacewatch           |
| 450334 -            | 2004 TM107               | 7 ottobre 2004    | Spacewatch           |
| 450335 -            | 2004 TY142               | 4 ottobre 2004    | Spacewatch           |
| 450336 -            | 2004 TW151               | 6 ottobre 2004    | Spacewatch           |
| 450337 -            | 2004 TX155               | 6 ottobre 2004    | Spacewatch           |
| 450338 -            | 2004 TO165               | 7 ottobre 2004    | Spacewatch           |
| 450339 -            | 2004 TO176               | 22 settembre 2004 | LINEAR               |
| 450340 -            | 2004 TA191               | 7 ottobre 2004    | Spacewatch           |
| 450341 -            | 2004 TB202               | 7 ottobre 2004    | Spacewatch           |
| 450342 -            | 2004 TV207               | 7 ottobre 2004    | Spacewatch           |
| 450343 -            | 2004 TV225               | 8 ottobre 2004    | Spacewatch           |
| 450344 -            | 2004 TN273               | 9 ottobre 2004    | Spacewatch           |
| 450345 -            | 2004 TO276               | 9 ottobre 2004    | Spacewatch           |
| 450346 -            | 2004 TD307               | 10 ottobre 2004   | LINEAR               |
| 450347 -            | 2004 TK323               | 11 ottobre 2004   | Spacewatch           |
| 450348 -            | 2004 TA326               | 14 ottobre 2004   | NEAT                 |
| 450349 -            | 2004 VG4                 | 3 novembre 2004   | Spacewatch           |
| 450350 -            | 2004 VT5                 | 3 novembre 2004   | Spacewatch           |
| 450351 -            | 2004 VQ11                | 3 novembre 2004   | NEAT                 |
| 450352 -            | 2004 VM37                | 4 novembre 2004   | Spacewatch           |
| 450353 -            | 2004 VU38                | 7 ottobre 2004    | Spacewatch           |
| 450354 -            | 2004 VN41                | 23 ottobre 2004   | Spacewatch           |
| 450355 -            | 2004 VU41                | 10 ottobre 2004   | Spacewatch           |
| 450356 -            | 2004 VB80                | 3 novembre 2004   | LONEOS               |
| 450357 -            | 2004 WV12                | 19 novembre 2004  | CSS                  |
| 450358 -            | 2004 XM25                | 9 dicembre 2004   | CSS                  |
| 450359 -            | 2004 XN71                | 12 dicembre 2004  | LINEAR               |
| 450360 -            | 2004 XE90                | 11 dicembre 2004  | Spacewatch           |
| 450361 -            | 2004 XV101               | 9 dicembre 2004   | CSS                  |
| 450362 -            | 2004 XP124               | 10 dicembre 2004  | LINEAR               |
| 450363 -            | 2004 YL15                | 18 dicembre 2004  | Mt. Lemmon Survey    |
| 450364 -            | 2005 AP24                | 7 gennaio 2005    | CSS                  |
| 450365 -            | 2005 AV39                | 13 dicembre 2004  | Spacewatch           |
| 450366 -            | 2005 AG43                | 15 gennaio 2005   | LINEAR               |
| 450367 -            | 2005 CX5                 | 1º febbraio 2005  | Spacewatch           |
| 450368 -            | 2005 CK62                | 9 febbraio 2005   | LONEOS               |
| 450369 -            | 2005 EA116               | 4 marzo 2005      | Mt. Lemmon Survey    |
| 450370 -            | 2005 EG137               | 9 marzo 2005      | Mt. Lemmon Survey    |
| 450371 -            | 2005 EF286               | 2 marzo 2005      | LINEAR               |
| 450372 -            | 2005 GD37                | 2 aprile 2005     | CSS                  |
| 450373 -            | 2005 GL60                | 4 aprile 2005     | CSS                  |
| 450374 -            | 2005 GB107               | 8 marzo 2005      | Mt. Lemmon Survey    |
| 450375 -            | 2005 GU131               | 10 aprile 2005    | Spacewatch           |
| 450376 -            | 2005 GN144               | 10 aprile 2005    | Spacewatch           |
| 450377 -            | 2005 GB201               | 4 aprile 2005     | Mt. Lemmon Survey    |
| 450378 -            | 2005 JG21                | 4 maggio 2005     | Siding Spring Survey |
| 450379 -            | 2005 JQ97                | 8 maggio 2005     | Spacewatch           |
| 450380 -            | 2005 JK118               | 10 maggio 2005    | Mt. Lemmon Survey    |
| 450381 -            | 2005 JB151               | 3 maggio 2005     | Spacewatch           |
| 450382 -            | 2005 JD185               | 14 maggio 2005    | Spacewatch           |
| 450383 -            | 2005 LH4                 | 20 maggio 2005    | Mt. Lemmon Survey    |
| 450384 -            | 2005 LV18                | 8 giugno 2005     | Spacewatch           |
| 450385 -            | 2005 MH48                | 29 giugno 2005    | Spacewatch           |
| 450386 -            | 2005 NA23                | 4 luglio 2005     | Spacewatch           |
| 450387 -            | 2005 NE31                | 4 luglio 2005     | Spacewatch           |
| 450388 -            | 2005 NA41                | 4 luglio 2005     | Spacewatch           |
| 450389 -            | 2005 OY21                | 29 luglio 2005    | NEAT                 |
| 450390 Pitchcomment | 2005 PN5                 | 8 agosto 2005     | Vicques              |
| 450391 -            | 2005 QC81                | 29 agosto 2005    | Spacewatch           |
| 450392 -            | 2005 QE109               | 27 agosto 2005    | NEAT                 |
| 450393 -            | 2005 QW138               | 28 agosto 2005    | Spacewatch           |
| 450394 -            | 2005 QR180               | 28 agosto 2005    | Spacewatch           |
| 450395 -            | 2005 SA18                | 26 settembre 2005 | Spacewatch           |
| 450396 -            | 2005 SY63                | 26 settembre 2005 | Spacewatch           |
| 450397 -            | 2005 SG80                | 24 settembre 2005 | Spacewatch           |
| 450398 -            | 2005 SC141               | 25 settembre 2005 | Spacewatch           |
| 450399 -            | 2005 SK166               | 28 settembre 2005 | NEAT                 |
| 450400 -            | 2005 SU172               | 29 settembre 2005 | Spacewatch           |

## 450401-450500
| Nome     | Designazione provvisoria | Data di scoperta  | Scopritore        |
| -------- | ------------------------ | ----------------- | ----------------- |
| 450401 - | 2005 SE207               | 30 settembre 2005 | Mt. Lemmon Survey |
| 450402 - | 2005 SY209               | 30 settembre 2005 | NEAT              |
| 450403 - | 2005 SJ227               | 30 settembre 2005 | Spacewatch        |
| 450404 - | 2005 SB232               | 30 settembre 2005 | Mt. Lemmon Survey |
| 450405 - | 2005 SW265               | 29 agosto 2005    | LINEAR            |
| 450406 - | 2005 SO278               | 29 settembre 2005 | CSS               |
| 450407 - | 2005 TP22                | 1º ottobre 2005   | Mt. Lemmon Survey |
| 450408 - | 2005 TM46                | 23 settembre 2005 | Spacewatch        |
| 450409 - | 2005 TT51                | 6 ottobre 2005    | Mt. Lemmon Survey |
| 450410 - | 2005 TX102               | 2 ottobre 2005    | Mt. Lemmon Survey |
| 450411 - | 2005 TC106               | 3 ottobre 2005    | CSS               |
| 450412 - | 2005 TX117               | 7 ottobre 2005    | Spacewatch        |
| 450413 - | 2005 TN120               | 29 settembre 2005 | Mt. Lemmon Survey |
| 450414 - | 2005 TU121               | 7 ottobre 2005    | Spacewatch        |
| 450415 - | 2005 TR142               | 29 settembre 2005 | Spacewatch        |
| 450416 - | 2005 TK146               | 29 settembre 2005 | Spacewatch        |
| 450417 - | 2005 TM154               | 29 settembre 2005 | Spacewatch        |
| 450418 - | 2005 TR184               | 1º ottobre 2005   | Spacewatch        |
| 450419 - | 2005 TP188               | 3 ottobre 2005    | CSS               |
| 450420 - | 2005 UF12                | 22 ottobre 2005   | Spacewatch        |
| 450421 - | 2005 UZ12                | 22 ottobre 2005   | Spacewatch        |
| 450422 - | 2005 UM13                | 2 ottobre 2005    | Mt. Lemmon Survey |
| 450423 - | 2005 UX13                | 24 settembre 2005 | Spacewatch        |
| 450424 - | 2005 UC26                | 1º ottobre 2005   | Mt. Lemmon Survey |
| 450425 - | 2005 UM31                | 24 ottobre 2005   | Spacewatch        |
| 450426 - | 2005 UA73                | 23 ottobre 2005   | NEAT              |
| 450427 - | 2005 UE95                | 22 ottobre 2005   | Spacewatch        |
| 450428 - | 2005 UN101               | 22 ottobre 2005   | Spacewatch        |
| 450429 - | 2005 UD105               | 22 ottobre 2005   | Spacewatch        |
| 450430 - | 2005 UB182               | 24 ottobre 2005   | Spacewatch        |
| 450431 - | 2005 UH200               | 25 ottobre 2005   | Spacewatch        |
| 450432 - | 2005 UF202               | 25 ottobre 2005   | Spacewatch        |
| 450433 - | 2005 UP208               | 27 ottobre 2005   | Spacewatch        |
| 450434 - | 2005 UM213               | 22 ottobre 2005   | NEAT              |
| 450435 - | 2005 UN231               | 25 ottobre 2005   | Mt. Lemmon Survey |
| 450436 - | 2005 UC253               | 27 ottobre 2005   | Spacewatch        |
| 450437 - | 2005 UV308               | 28 ottobre 2005   | CSS               |
| 450438 - | 2005 US325               | 1º ottobre 2005   | Spacewatch        |
| 450439 - | 2005 UZ328               | 1º ottobre 2005   | Mt. Lemmon Survey |
| 450440 - | 2005 UC355               | 29 ottobre 2005   | CSS               |
| 450441 - | 2005 UD360               | 25 ottobre 2005   | Mt. Lemmon Survey |
| 450442 - | 2005 UH368               | 22 ottobre 2005   | Spacewatch        |
| 450443 - | 2005 UY387               | 26 ottobre 2005   | Spacewatch        |
| 450444 - | 2005 UY399               | 25 ottobre 2005   | Mt. Lemmon Survey |
| 450445 - | 2005 UT417               | 25 ottobre 2005   | Spacewatch        |
| 450446 - | 2005 UN418               | 25 ottobre 2005   | Spacewatch        |
| 450447 - | 2005 UP438               | 28 ottobre 2005   | CSS               |
| 450448 - | 2005 UP443               | 7 ottobre 2005    | Mt. Lemmon Survey |
| 450449 - | 2005 UQ445               | 31 ottobre 2005   | Mt. Lemmon Survey |
| 450450 - | 2005 UE453               | 25 ottobre 2005   | Spacewatch        |
| 450451 - | 2005 UF454               | 29 settembre 2005 | CSS               |
| 450452 - | 2005 UX470               | 30 ottobre 2005   | Spacewatch        |
| 450453 - | 2005 UO477               | 26 ottobre 2005   | Spacewatch        |
| 450454 - | 2005 UW478               | 28 ottobre 2005   | Spacewatch        |
| 450455 - | 2005 UC510               | 24 ottobre 2005   | Spacewatch        |
| 450456 - | 2005 UR525               | 25 ottobre 2005   | Mt. Lemmon Survey |
| 450457 - | 2005 UG529               | 24 ottobre 2005   | Spacewatch        |
| 450458 - | 2005 VE46                | 4 novembre 2005   | Mt. Lemmon Survey |
| 450459 - | 2005 VT67                | 26 ottobre 2005   | Spacewatch        |
| 450460 - | 2005 WY9                 | 1º novembre 2005  | Mt. Lemmon Survey |
| 450461 - | 2005 WS15                | 22 novembre 2005  | Spacewatch        |
| 450462 - | 2005 WS25                | 6 novembre 2005   | Spacewatch        |
| 450463 - | 2005 WC28                | 21 novembre 2005  | Spacewatch        |
| 450464 - | 2005 WN28                | 21 novembre 2005  | Spacewatch        |
| 450465 - | 2005 WM100               | 28 novembre 2005  | Mt. Lemmon Survey |
| 450466 - | 2005 WK110               | 29 ottobre 2005   | Mt. Lemmon Survey |
| 450467 - | 2005 WF125               | 25 novembre 2005  | Mt. Lemmon Survey |
| 450468 - | 2005 WW134               | 25 novembre 2005  | Mt. Lemmon Survey |
| 450469 - | 2005 WA135               | 25 novembre 2005  | Mt. Lemmon Survey |
| 450470 - | 2005 WN135               | 25 novembre 2005  | Mt. Lemmon Survey |
| 450471 - | 2005 WS139               | 26 novembre 2005  | Mt. Lemmon Survey |
| 450472 - | 2005 WB145               | 25 novembre 2005  | Spacewatch        |
| 450473 - | 2005 WZ154               | 29 novembre 2005  | Spacewatch        |
| 450474 - | 2005 WO195               | 30 novembre 2005  | CSS               |
| 450475 - | 2005 WG196               | 29 novembre 2005  | Mt. Lemmon Survey |
| 450476 - | 2005 XD10                | 1º dicembre 2005  | Spacewatch        |
| 450477 - | 2005 XJ18                | 1º dicembre 2005  | Spacewatch        |
| 450478 - | 2005 XO23                | 2 dicembre 2005   | Mt. Lemmon Survey |
| 450479 - | 2005 XP26                | 29 ottobre 2005   | Mt. Lemmon Survey |
| 450480 - | 2005 XO52                | 2 dicembre 2005   | Spacewatch        |
| 450481 - | 2005 XT60                | 4 dicembre 2005   | Spacewatch        |
| 450482 - | 2005 XR74                | 6 dicembre 2005   | Spacewatch        |
| 450483 - | 2005 YN7                 | 22 dicembre 2005  | Spacewatch        |
| 450484 - | 2005 YO28                | 22 dicembre 2005  | Spacewatch        |
| 450485 - | 2005 YK58                | 24 dicembre 2005  | Spacewatch        |
| 450486 - | 2005 YL62                | 24 dicembre 2005  | Spacewatch        |
| 450487 - | 2005 YD64                | 24 dicembre 2005  | Spacewatch        |
| 450488 - | 2005 YJ67                | 26 dicembre 2005  | Spacewatch        |
| 450489 - | 2005 YC93                | 27 dicembre 2005  | Spacewatch        |
| 450490 - | 2005 YB105               | 1º novembre 2005  | Mt. Lemmon Survey |
| 450491 - | 2005 YT106               | 4 dicembre 2005   | Mt. Lemmon Survey |
| 450492 - | 2005 YG110               | 25 dicembre 2005  | Spacewatch        |
| 450493 - | 2005 YL125               | 26 dicembre 2005  | Spacewatch        |
| 450494 - | 2005 YC132               | 25 dicembre 2005  | Mt. Lemmon Survey |
| 450495 - | 2005 YB142               | 28 dicembre 2005  | Mt. Lemmon Survey |
| 450496 - | 2005 YE142               | 28 dicembre 2005  | Mt. Lemmon Survey |
| 450497 - | 2005 YP168               | 30 novembre 2005  | Mt. Lemmon Survey |
| 450498 - | 2005 YE176               | 22 dicembre 2005  | Spacewatch        |
| 450499 - | 2005 YO188               | 28 dicembre 2005  | Mt. Lemmon Survey |
| 450500 - | 2005 YM192               | 30 dicembre 2005  | Spacewatch        |

## 450501-450600
| Nome     | Designazione provvisoria | Data di scoperta  | Scopritore           |
| -------- | ------------------------ | ----------------- | -------------------- |
| 450501 - | 2005 YG204               | 25 dicembre 2005  | Mt. Lemmon Survey    |
| 450502 - | 2005 YP238               | 29 dicembre 2005  | Spacewatch           |
| 450503 - | 2005 YE272               | 29 dicembre 2005  | Spacewatch           |
| 450504 - | 2005 YF277               | 25 dicembre 2005  | Spacewatch           |
| 450505 - | 2005 YD279               | 25 dicembre 2005  | Mt. Lemmon Survey    |
| 450506 - | 2005 YJ291               | 26 dicembre 2005  | Mt. Lemmon Survey    |
| 450507 - | 2006 AE13                | 28 dicembre 2005  | Spacewatch           |
| 450508 - | 2006 AS19                | 5 gennaio 2006    | Spacewatch           |
| 450509 - | 2006 AX23                | 4 gennaio 2006    | Mt. Lemmon Survey    |
| 450510 - | 2006 AC28                | 5 gennaio 2006    | Mt. Lemmon Survey    |
| 450511 - | 2006 AD35                | 26 dicembre 2005  | Mt. Lemmon Survey    |
| 450512 - | 2006 AJ59                | 10 dicembre 2005  | Spacewatch           |
| 450513 - | 2006 AC65                | 30 dicembre 2005  | Spacewatch           |
| 450514 - | 2006 AL76                | 5 gennaio 2006    | Spacewatch           |
| 450515 - | 2006 AW88                | 2 dicembre 2005   | Mt. Lemmon Survey    |
| 450516 - | 2006 AB101               | 5 gennaio 2006    | Mt. Lemmon Survey    |
| 450517 - | 2006 AG101               | 7 gennaio 2006    | Mt. Lemmon Survey    |
| 450518 - | 2006 BD7                 | 6 gennaio 2006    | Mt. Lemmon Survey    |
| 450519 - | 2006 BC21                | 7 gennaio 2006    | Mt. Lemmon Survey    |
| 450520 - | 2006 BB23                | 25 dicembre 2005  | Spacewatch           |
| 450521 - | 2006 BQ57                | 23 gennaio 2006   | Spacewatch           |
| 450522 - | 2006 BJ66                | 23 gennaio 2006   | Spacewatch           |
| 450523 - | 2006 BB67                | 23 gennaio 2006   | Spacewatch           |
| 450524 - | 2006 BP67                | 23 gennaio 2006   | Spacewatch           |
| 450525 - | 2006 BV71                | 23 gennaio 2006   | Spacewatch           |
| 450526 - | 2006 BK76                | 23 gennaio 2006   | Spacewatch           |
| 450527 - | 2006 BX81                | 23 gennaio 2006   | Spacewatch           |
| 450528 - | 2006 BD107               | 28 dicembre 2005  | Mt. Lemmon Survey    |
| 450529 - | 2006 BK108               | 25 gennaio 2006   | Spacewatch           |
| 450530 - | 2006 BY109               | 25 gennaio 2006   | Spacewatch           |
| 450531 - | 2006 BW111               | 25 gennaio 2006   | Spacewatch           |
| 450532 - | 2006 BX120               | 21 gennaio 2006   | Spacewatch           |
| 450533 - | 2006 BR129               | 26 gennaio 2006   | Mt. Lemmon Survey    |
| 450534 - | 2006 BD135               | 7 gennaio 2006    | Mt. Lemmon Survey    |
| 450535 - | 2006 BW154               | 7 gennaio 2006    | Mt. Lemmon Survey    |
| 450536 - | 2006 BM162               | 26 gennaio 2006   | Mt. Lemmon Survey    |
| 450537 - | 2006 BW168               | 26 gennaio 2006   | Mt. Lemmon Survey    |
| 450538 - | 2006 BE200               | 30 gennaio 2006   | Spacewatch           |
| 450539 - | 2006 BT202               | 31 gennaio 2006   | Spacewatch           |
| 450540 - | 2006 BP228               | 23 gennaio 2006   | Spacewatch           |
| 450541 - | 2006 BF265               | 31 gennaio 2006   | Spacewatch           |
| 450542 - | 2006 BT276               | 23 gennaio 2006   | Spacewatch           |
| 450543 - | 2006 BH277               | 30 gennaio 2006   | Spacewatch           |
| 450544 - | 2006 BJ280               | 27 gennaio 2006   | Spacewatch           |
| 450545 - | 2006 CA63                | 4 febbraio 2006   | CSS                  |
| 450546 - | 2006 DT20                | 20 febbraio 2006  | Spacewatch           |
| 450547 - | 2006 DM68                | 22 febbraio 2006  | CSS                  |
| 450548 - | 2006 DP68                | 1º febbraio 2006  | CSS                  |
| 450549 - | 2006 DK104               | 25 febbraio 2006  | Spacewatch           |
| 450550 - | 2006 DR109               | 25 febbraio 2006  | Spacewatch           |
| 450551 - | 2006 DY110               | 25 febbraio 2006  | Mt. Lemmon Survey    |
| 450552 - | 2006 DD136               | 25 febbraio 2006  | Spacewatch           |
| 450553 - | 2006 DN136               | 25 febbraio 2006  | Spacewatch           |
| 450554 - | 2006 DT138               | 25 febbraio 2006  | Spacewatch           |
| 450555 - | 2006 DN171               | 27 febbraio 2006  | Spacewatch           |
| 450556 - | 2006 EX15                | 24 febbraio 2006  | Spacewatch           |
| 450557 - | 2006 EG22                | 26 gennaio 2006   | Spacewatch           |
| 450558 - | 2006 EM49                | 4 marzo 2006      | Spacewatch           |
| 450559 - | 2006 EB73                | 4 marzo 2006      | Spacewatch           |
| 450560 - | 2006 FK5                 | 23 marzo 2006     | Spacewatch           |
| 450561 - | 2006 FS10                | 2 marzo 2006      | Spacewatch           |
| 450562 - | 2006 FQ28                | 24 marzo 2006     | Mt. Lemmon Survey    |
| 450563 - | 2006 FN36                | 19 marzo 2006     | Siding Spring Survey |
| 450564 - | 2006 FX43                | 3 marzo 2006      | CSS                  |
| 450565 - | 2006 FM46                | 26 marzo 2006     | Siding Spring Survey |
| 450566 - | 2006 FJ50                | 25 marzo 2006     | CSS                  |
| 450567 - | 2006 GB8                 | 24 marzo 2006     | Spacewatch           |
| 450568 - | 2006 GK20                | 2 aprile 2006     | Spacewatch           |
| 450569 - | 2006 HL1                 | 18 aprile 2006    | Spacewatch           |
| 450570 - | 2006 HE53                | 19 aprile 2006    | LINEAR               |
| 450571 - | 2006 JH35                | 26 aprile 2006    | Spacewatch           |
| 450572 - | 2006 KA28                | 8 maggio 2006     | Spacewatch           |
| 450573 - | 2006 MG9                 | 19 giugno 2006    | Mt. Lemmon Survey    |
| 450574 - | 2006 OU14                | 29 luglio 2006    | Observatoire Naef    |
| 450575 - | 2006 PD3                 | 12 agosto 2006    | NEAT                 |
| 450576 - | 2006 PF3                 | 12 agosto 2006    | NEAT                 |
| 450577 - | 2006 PY8                 | 13 agosto 2006    | NEAT                 |
| 450578 - | 2006 QE15                | 19 giugno 2006    | Mt. Lemmon Survey    |
| 450579 - | 2006 QA39                | 19 agosto 2006    | LONEOS               |
| 450580 - | 2006 QU54                | 18 agosto 2006    | LONEOS               |
| 450581 - | 2006 QK61                | 22 agosto 2006    | NEAT                 |
| 450582 - | 2006 QD93                | 16 agosto 2006    | NEAT                 |
| 450583 - | 2006 QC101               | 26 agosto 2006    | Siding Spring Survey |
| 450584 - | 2006 QX108               | 28 agosto 2006    | Spacewatch           |
| 450585 - | 2006 QT110               | 19 agosto 2006    | Spacewatch           |
| 450586 - | 2006 QP116               | 24 agosto 2006    | LINEAR               |
| 450587 - | 2006 QH153               | 19 agosto 2006    | Spacewatch           |
| 450588 - | 2006 RX15                | 14 settembre 2006 | CSS                  |
| 450589 - | 2006 RB32                | 15 settembre 2006 | Spacewatch           |
| 450590 - | 2006 RH33                | 28 agosto 2006    | CSS                  |
| 450591 - | 2006 RL43                | 14 settembre 2006 | Spacewatch           |
| 450592 - | 2006 RU48                | 14 settembre 2006 | Spacewatch           |
| 450593 - | 2006 RJ55                | 14 settembre 2006 | Spacewatch           |
| 450594 - | 2006 RG74                | 15 settembre 2006 | Spacewatch           |
| 450595 - | 2006 RA78                | 15 settembre 2006 | Spacewatch           |
| 450596 - | 2006 RE91                | 15 settembre 2006 | Spacewatch           |
| 450597 - | 2006 RK91                | 15 settembre 2006 | Spacewatch           |
| 450598 - | 2006 RZ96                | 15 settembre 2006 | Spacewatch           |
| 450599 - | 2006 SF                  | 21 giugno 2006    | CSS                  |
| 450600 - | 2006 SX2                 | 16 settembre 2006 | CSS                  |

## 450601-450700
| Nome     | Designazione provvisoria | Data di scoperta  | Scopritore           |
| -------- | ------------------------ | ----------------- | -------------------- |
| 450601 - | 2006 SV31                | 17 settembre 2006 | Spacewatch           |
| 450602 - | 2006 SA76                | 19 settembre 2006 | Spacewatch           |
| 450603 - | 2006 SH94                | 18 settembre 2006 | Spacewatch           |
| 450604 - | 2006 SO102               | 19 settembre 2006 | Spacewatch           |
| 450605 - | 2006 SQ106               | 19 settembre 2006 | Spacewatch           |
| 450606 - | 2006 SP122               | 19 settembre 2006 | CSS                  |
| 450607 - | 2006 SF188               | 26 settembre 2006 | Spacewatch           |
| 450608 - | 2006 SR241               | 26 settembre 2006 | Mt. Lemmon Survey    |
| 450609 - | 2006 SS268               | 26 settembre 2006 | Spacewatch           |
| 450610 - | 2006 SM269               | 26 settembre 2006 | Mt. Lemmon Survey    |
| 450611 - | 2006 SH277               | 15 settembre 2006 | Spacewatch           |
| 450612 - | 2006 SK282               | 29 agosto 2006    | Spacewatch           |
| 450613 - | 2006 SV285               | 30 settembre 2006 | Spacewatch           |
| 450614 - | 2006 SV318               | 27 settembre 2006 | Spacewatch           |
| 450615 - | 2006 SW324               | 27 settembre 2006 | Spacewatch           |
| 450616 - | 2006 SU365               | 30 settembre 2006 | Mt. Lemmon Survey    |
| 450617 - | 2006 SO381               | 28 settembre 2006 | Becker, A. C.        |
| 450618 - | 2006 SB384               | 29 settembre 2006 | Becker, A. C.        |
| 450619 - | 2006 SD390               | 30 settembre 2006 | Becker, A. C.        |
| 450620 - | 2006 SO397               | 25 settembre 2006 | Spacewatch           |
| 450621 - | 2006 SN399               | 17 settembre 2006 | Spacewatch           |
| 450622 - | 2006 SG403               | 27 settembre 2006 | Mt. Lemmon Survey    |
| 450623 - | 2006 SN411               | 17 settembre 2006 | CSS                  |
| 450624 - | 2006 SE412               | 26 settembre 2006 | Spacewatch           |
| 450625 - | 2006 TY12                | 10 ottobre 2006   | NEAT                 |
| 450626 - | 2006 TA24                | 11 ottobre 2006   | Spacewatch           |
| 450627 - | 2006 TP35                | 12 ottobre 2006   | Spacewatch           |
| 450628 - | 2006 TW55                | 12 ottobre 2006   | NEAT                 |
| 450629 - | 2006 TZ63                | 29 settembre 2006 | LONEOS               |
| 450630 - | 2006 TJ86                | 13 ottobre 2006   | Spacewatch           |
| 450631 - | 2006 TM95                | 28 settembre 2006 | CSS                  |
| 450632 - | 2006 TU98                | 15 ottobre 2006   | Spacewatch           |
| 450633 - | 2006 TB122               | 13 ottobre 2006   | Spacewatch           |
| 450634 - | 2006 TM125               | 13 ottobre 2006   | Spacewatch           |
| 450635 - | 2006 TZ125               | 2 ottobre 2006    | Mt. Lemmon Survey    |
| 450636 - | 2006 TQ127               | 4 ottobre 2006    | Mt. Lemmon Survey    |
| 450637 - | 2006 UU5                 | 30 settembre 2006 | Mt. Lemmon Survey    |
| 450638 - | 2006 UE7                 | 16 ottobre 2006   | CSS                  |
| 450639 - | 2006 UB8                 | 16 ottobre 2006   | CSS                  |
| 450640 - | 2006 UG19                | 25 settembre 2006 | Spacewatch           |
| 450641 - | 2006 UG21                | 25 settembre 2006 | Spacewatch           |
| 450642 - | 2006 UY22                | 16 ottobre 2006   | Mt. Lemmon Survey    |
| 450643 - | 2006 UT37                | 16 ottobre 2006   | Spacewatch           |
| 450644 - | 2006 UD44                | 16 ottobre 2006   | Spacewatch           |
| 450645 - | 2006 UT44                | 16 ottobre 2006   | Spacewatch           |
| 450646 - | 2006 UM46                | 30 settembre 2006 | Mt. Lemmon Survey    |
| 450647 - | 2006 US59                | 19 ottobre 2006   | CSS                  |
| 450648 - | 2006 UC63                | 21 ottobre 2006   | Spacewatch           |
| 450649 - | 2006 UY64                | 25 ottobre 2006   | Siding Spring Survey |
| 450650 - | 2006 UT77                | 17 ottobre 2006   | Spacewatch           |
| 450651 - | 2006 UJ95                | 18 ottobre 2006   | Spacewatch           |
| 450652 - | 2006 UM99                | 3 ottobre 2006    | Mt. Lemmon Survey    |
| 450653 - | 2006 UY103               | 30 settembre 2006 | Mt. Lemmon Survey    |
| 450654 - | 2006 UV129               | 19 ottobre 2006   | Spacewatch           |
| 450655 - | 2006 UL142               | 19 ottobre 2006   | Spacewatch           |
| 450656 - | 2006 UJ176               | 16 ottobre 2006   | CSS                  |
| 450657 - | 2006 UX187               | 17 settembre 2006 | CSS                  |
| 450658 - | 2006 UD197               | 20 ottobre 2006   | Spacewatch           |
| 450659 - | 2006 UX208               | 2 ottobre 2006    | Mt. Lemmon Survey    |
| 450660 - | 2006 UY208               | 23 ottobre 2006   | Spacewatch           |
| 450661 - | 2006 UT209               | 23 ottobre 2006   | Spacewatch           |
| 450662 - | 2006 US213               | 23 ottobre 2006   | Spacewatch           |
| 450663 - | 2006 UH237               | 26 settembre 2006 | Mt. Lemmon Survey    |
| 450664 - | 2006 UE239               | 23 ottobre 2006   | Spacewatch           |
| 450665 - | 2006 UO259               | 18 settembre 2006 | Spacewatch           |
| 450666 - | 2006 UW263               | 30 settembre 2006 | Spacewatch           |
| 450667 - | 2006 UE266               | 27 ottobre 2006   | CSS                  |
| 450668 - | 2006 US270               | 27 ottobre 2006   | Mt. Lemmon Survey    |
| 450669 - | 2006 UM273               | 27 ottobre 2006   | Spacewatch           |
| 450670 - | 2006 UZ337               | 22 ottobre 2006   | Spacewatch           |
| 450671 - | 2006 VZ4                 | 17 ottobre 2006   | CSS                  |
| 450672 - | 2006 VW5                 | 10 novembre 2006  | Spacewatch           |
| 450673 - | 2006 VR7                 | 10 novembre 2006  | Spacewatch           |
| 450674 - | 2006 VD19                | 9 novembre 2006   | Spacewatch           |
| 450675 - | 2006 VX19                | 9 novembre 2006   | Spacewatch           |
| 450676 - | 2006 VB35                | 11 novembre 2006  | Mt. Lemmon Survey    |
| 450677 - | 2006 VA41                | 20 ottobre 2006   | Spacewatch           |
| 450678 - | 2006 VU45                | 27 ottobre 2006   | Mt. Lemmon Survey    |
| 450679 - | 2006 VE53                | 11 novembre 2006  | Spacewatch           |
| 450680 - | 2006 VO53                | 11 novembre 2006  | Spacewatch           |
| 450681 - | 2006 VJ64                | 11 novembre 2006  | Spacewatch           |
| 450682 - | 2006 VO67                | 11 novembre 2006  | Spacewatch           |
| 450683 - | 2006 VU92                | 15 novembre 2006  | Spacewatch           |
| 450684 - | 2006 VA94                | 10 novembre 2006  | Spacewatch           |
| 450685 - | 2006 VH99                | 18 ottobre 2006   | Spacewatch           |
| 450686 - | 2006 VB123               | 14 novembre 2006  | Spacewatch           |
| 450687 - | 2006 VK132               | 15 novembre 2006  | Spacewatch           |
| 450688 - | 2006 VT173               | 15 novembre 2006  | Spacewatch           |
| 450689 - | 2006 WO                  | 16 novembre 2006  | Dixon, D. S.         |
| 450690 - | 2006 WP                  | 17 novembre 2006  | Jarnac               |
| 450691 - | 2006 WX13                | 16 novembre 2006  | Mt. Lemmon Survey    |
| 450692 - | 2006 WJ61                | 2 novembre 2006   | CSS                  |
| 450693 - | 2006 WJ79                | 20 ottobre 2006   | Mt. Lemmon Survey    |
| 450694 - | 2006 WY83                | 28 settembre 2006 | Mt. Lemmon Survey    |
| 450695 - | 2006 WO87                | 23 ottobre 2006   | Mt. Lemmon Survey    |
| 450696 - | 2006 WT94                | 19 novembre 2006  | Spacewatch           |
| 450697 - | 2006 WW94                | 19 novembre 2006  | Spacewatch           |
| 450698 - | 2006 WZ109               | 19 novembre 2006  | Spacewatch           |
| 450699 - | 2006 WA130               | 1º novembre 2006  | Spacewatch           |
| 450700 - | 2006 WY141               | 20 novembre 2006  | Spacewatch           |

## 450701-450800
| Nome              | Designazione provvisoria | Data di scoperta  | Scopritore             |
| ----------------- | ------------------------ | ----------------- | ---------------------- |
| 450701 -          | 2006 WL142               | 22 ottobre 2006   | Mt. Lemmon Survey      |
| 450702 -          | 2006 WK161               | 23 novembre 2006  | Spacewatch             |
| 450703 -          | 2006 WT167               | 23 novembre 2006  | Spacewatch             |
| 450704 -          | 2006 WX176               | 23 febbraio 2003  | CINEOS                 |
| 450705 -          | 2006 WW180               | 24 novembre 2006  | Mt. Lemmon Survey      |
| 450706 -          | 2006 WG199               | 16 novembre 2006  | Spacewatch             |
| 450707 -          | 2006 WC204               | 18 novembre 2006  | Spacewatch             |
| 450708 -          | 2006 XU22                | 12 dicembre 2006  | Spacewatch             |
| 450709 -          | 2006 YB31                | 10 dicembre 2006  | Spacewatch             |
| 450710 -          | 2006 YS42                | 23 dicembre 2006  | CSS                    |
| 450711 -          | 2007 AL29                | 10 gennaio 2007   | Spacewatch             |
| 450712 -          | 2007 BL11                | 17 gennaio 2007   | NEAT                   |
| 450713 -          | 2007 BK73                | 27 gennaio 2007   | Mt. Lemmon Survey      |
| 450714 -          | 2007 CG28                | 27 gennaio 2007   | Mt. Lemmon Survey      |
| 450715 -          | 2007 CE31                | 10 gennaio 2007   | Spacewatch             |
| 450716 -          | 2007 DH32                | 17 febbraio 2007  | Spacewatch             |
| 450717 -          | 2007 DC35                | 17 febbraio 2007  | Spacewatch             |
| 450718 -          | 2007 DE67                | 21 febbraio 2007  | Spacewatch             |
| 450719 -          | 2007 DU67                | 21 febbraio 2007  | Spacewatch             |
| 450720 -          | 2007 DB73                | 21 febbraio 2007  | Spacewatch             |
| 450721 -          | 2007 EV8                 | 17 febbraio 2007  | Spacewatch             |
| 450722 -          | 2007 EZ13                | 14 settembre 2005 | Spacewatch             |
| 450723 -          | 2007 EE23                | 10 marzo 2007     | Mt. Lemmon Survey      |
| 450724 -          | 2007 EY68                | 10 marzo 2007     | Spacewatch             |
| 450725 -          | 2007 EN89                | 28 gennaio 2007   | Mt. Lemmon Survey      |
| 450726 -          | 2007 EK108               | 11 marzo 2007     | Spacewatch             |
| 450727 -          | 2007 EL220               | 14 marzo 2007     | Mt. Lemmon Survey      |
| 450728 -          | 2007 EW221               | 9 marzo 2007      | Spacewatch             |
| 450729 -          | 2007 FU46                | 16 marzo 2007     | Spacewatch             |
| 450730 -          | 2007 GX7                 | 7 aprile 2007     | Mt. Lemmon Survey      |
| 450731 -          | 2007 GR16                | 11 aprile 2007    | Spacewatch             |
| 450732 -          | 2007 GA21                | 11 aprile 2007    | Mt. Lemmon Survey      |
| 450733 -          | 2007 GS23                | 11 aprile 2007    | Spacewatch             |
| 450734 -          | 2007 GN46                | 14 aprile 2007    | Spacewatch             |
| 450735 -          | 2007 GW47                | 14 aprile 2007    | Spacewatch             |
| 450736 -          | 2007 GA48                | 14 aprile 2007    | Spacewatch             |
| 450737 Sarbievius | 2007 GD52                | 14 aprile 2007    | K. Černis              |
| 450738 -          | 2007 GV64                | 15 aprile 2007    | Spacewatch             |
| 450739 -          | 2007 GD66                | 15 aprile 2007    | Spacewatch             |
| 450740 -          | 2007 GO66                | 15 aprile 2007    | Spacewatch             |
| 450741 -          | 2007 HV23                | 18 aprile 2007    | Spacewatch             |
| 450742 -          | 2007 HP36                | 19 aprile 2007    | Spacewatch             |
| 450743 -          | 2007 HP38                | 20 aprile 2007    | Mt. Lemmon Survey      |
| 450744 -          | 2007 HB39                | 14 marzo 2007     | Mt. Lemmon Survey      |
| 450745 -          | 2007 HY50                | 20 aprile 2007    | Spacewatch             |
| 450746 -          | 2007 HZ55                | 22 aprile 2007    | Spacewatch             |
| 450747 -          | 2007 HH59                | 18 aprile 2007    | LONEOS                 |
| 450748 -          | 2007 HM66                | 22 aprile 2007    | Mt. Lemmon Survey      |
| 450749 -          | 2007 HY74                | 22 aprile 2007    | Spacewatch             |
| 450750 -          | 2007 HC85                | 24 aprile 2007    | Spacewatch             |
| 450751 -          | 2007 HF88                | 13 marzo 2007     | Mt. Lemmon Survey      |
| 450752 -          | 2007 HR97                | 22 aprile 2007    | CSS                    |
| 450753 -          | 2007 JC17                | 7 maggio 2007     | Spacewatch             |
| 450754 -          | 2007 JV34                | 10 maggio 2007    | Spacewatch             |
| 450755 -          | 2007 JF38                | 12 maggio 2007    | Mt. Lemmon Survey      |
| 450756 -          | 2007 JW38                | 13 maggio 2007    | Mt. Lemmon Survey      |
| 450757 -          | 2007 JW41                | 9 maggio 2007     | CSS                    |
| 450758 -          | 2007 LL8                 | 9 giugno 2007     | Spacewatch             |
| 450759 -          | 2007 LG33                | 15 giugno 2007    | Spacewatch             |
| 450760 -          | 2007 PJ1                 | 5 agosto 2007     | Ries, W.               |
| 450761 -          | 2007 QK11                | 23 agosto 2007    | Spacewatch             |
| 450762 -          | 2007 RS18                | 23 agosto 2007    | Spacewatch             |
| 450763 -          | 2007 RX40                | 9 settembre 2007  | Spacewatch             |
| 450764 -          | 2007 RY102               | 11 settembre 2007 | Spacewatch             |
| 450765 -          | 2007 RD107               | 11 settembre 2007 | Mt. Lemmon Survey      |
| 450766 -          | 2007 RA134               | 11 settembre 2007 | PMO NEO Survey Program |
| 450767 -          | 2007 RD140               | 18 luglio 2007    | Mt. Lemmon Survey      |
| 450768 -          | 2007 RZ147               | 11 settembre 2007 | PMO NEO Survey Program |
| 450769 -          | 2007 RS157               | 11 settembre 2007 | PMO NEO Survey Program |
| 450770 -          | 2007 RJ159               | 12 settembre 2007 | Mt. Lemmon Survey      |
| 450771 -          | 2007 RD171               | 10 settembre 2007 | Spacewatch             |
| 450772 -          | 2007 RN171               | 24 agosto 2007    | Spacewatch             |
| 450773 -          | 2007 RJ178               | 10 settembre 2007 | Spacewatch             |
| 450774 -          | 2007 RG256               | 24 agosto 2007    | Spacewatch             |
| 450775 -          | 2007 RK260               | 14 settembre 2007 | Mt. Lemmon Survey      |
| 450776 -          | 2007 RR262               | 10 agosto 2007    | Spacewatch             |
| 450777 -          | 2007 SA                  | 3 settembre 2007  | CSS                    |
| 450778 -          | 2007 SW5                 | 19 settembre 2007 | LINEAR                 |
| 450779 -          | 2007 SE11                | 20 settembre 2007 | Siding Spring Survey   |
| 450780 -          | 2007 SU18                | 18 settembre 2007 | Mt. Lemmon Survey      |
| 450781 -          | 2007 TV50                | 4 ottobre 2007    | Spacewatch             |
| 450782 -          | 2007 TW72                | 12 ottobre 2007   | LINEAR                 |
| 450783 -          | 2007 TA96                | 8 ottobre 2007    | Mt. Lemmon Survey      |
| 450784 -          | 2007 TL126               | 6 ottobre 2007    | Spacewatch             |
| 450785 -          | 2007 TS158               | 9 ottobre 2007    | LINEAR                 |
| 450786 -          | 2007 TL172               | 14 ottobre 2007   | LINEAR                 |
| 450787 -          | 2007 TG196               | 7 ottobre 2007    | Mt. Lemmon Survey      |
| 450788 -          | 2007 TM213               | 7 ottobre 2007    | Spacewatch             |
| 450789 -          | 2007 TF232               | 8 ottobre 2007    | Spacewatch             |
| 450790 -          | 2007 TM235               | 9 ottobre 2007    | Mt. Lemmon Survey      |
| 450791 -          | 2007 TM259               | 10 ottobre 2007   | Mt. Lemmon Survey      |
| 450792 -          | 2007 TV261               | 13 settembre 2007 | Mt. Lemmon Survey      |
| 450793 -          | 2007 TQ271               | 9 ottobre 2007    | Spacewatch             |
| 450794 -          | 2007 TU274               | 12 settembre 2007 | Mt. Lemmon Survey      |
| 450795 -          | 2007 TE300               | 12 ottobre 2007   | Spacewatch             |
| 450796 -          | 2007 TA301               | 12 ottobre 2007   | Spacewatch             |
| 450797 -          | 2007 TJ318               | 12 ottobre 2007   | Spacewatch             |
| 450798 -          | 2007 TM333               | 12 settembre 2007 | Mt. Lemmon Survey      |
| 450799 -          | 2007 TO345               | 13 ottobre 2007   | Mt. Lemmon Survey      |
| 450800 -          | 2007 TB368               | 10 ottobre 2007   | Mt. Lemmon Survey      |

## 450801-450900
| Nome     | Designazione provvisoria | Data di scoperta  | Scopritore        |
| -------- | ------------------------ | ----------------- | ----------------- |
| 450801 - | 2007 TP383               | 14 ottobre 2007   | Spacewatch        |
| 450802 - | 2007 TH428               | 10 ottobre 2007   | Spacewatch        |
| 450803 - | 2007 TE432               | 4 ottobre 2007    | Spacewatch        |
| 450804 - | 2007 TK442               | 4 ottobre 2007    | CSS               |
| 450805 - | 2007 TQ444               | 9 ottobre 2007    | CSS               |
| 450806 - | 2007 TP451               | 9 ottobre 2007    | CSS               |
| 450807 - | 2007 UC9                 | 17 ottobre 2007   | LONEOS            |
| 450808 - | 2007 UL39                | 20 ottobre 2007   | CSS               |
| 450809 - | 2007 UM88                | 16 ottobre 2007   | Mt. Lemmon Survey |
| 450810 - | 2007 UV91                | 30 ottobre 2007   | Mt. Lemmon Survey |
| 450811 - | 2007 UJ100               | 15 ottobre 2007   | Mt. Lemmon Survey |
| 450812 - | 2007 UK100               | 30 ottobre 2007   | Spacewatch        |
| 450813 - | 2007 UL100               | 30 ottobre 2007   | Spacewatch        |
| 450814 - | 2007 UC135               | 14 febbraio 2005  | Spacewatch        |
| 450815 - | 2007 VG4                 | 2 novembre 2007   | Chante-Perdrix    |
| 450816 - | 2007 VD13                | 1º novembre 2007  | Mt. Lemmon Survey |
| 450817 - | 2007 VK21                | 2 novembre 2007   | Mt. Lemmon Survey |
| 450818 - | 2007 VQ34                | 3 novembre 2007   | Spacewatch        |
| 450819 - | 2007 VF55                | 1º novembre 2007  | Spacewatch        |
| 450820 - | 2007 VV55                | 1º novembre 2007  | Spacewatch        |
| 450821 - | 2007 VD57                | 20 ottobre 2007   | Mt. Lemmon Survey |
| 450822 - | 2007 VH61                | 1º novembre 2007  | Spacewatch        |
| 450823 - | 2007 VN86                | 2 novembre 2007   | LINEAR            |
| 450824 - | 2007 VK89                | 4 novembre 2007   | LINEAR            |
| 450825 - | 2007 VC93                | 3 novembre 2007   | LINEAR            |
| 450826 - | 2007 VA95                | 8 novembre 2007   | LINEAR            |
| 450827 - | 2007 VZ113               | 3 novembre 2007   | Spacewatch        |
| 450828 - | 2007 VM120               | 18 ottobre 2007   | Spacewatch        |
| 450829 - | 2007 VF147               | 4 novembre 2007   | Spacewatch        |
| 450830 - | 2007 VZ164               | 5 novembre 2007   | Spacewatch        |
| 450831 - | 2007 VP166               | 5 novembre 2007   | Spacewatch        |
| 450832 - | 2007 VL169               | 5 novembre 2007   | Spacewatch        |
| 450833 - | 2007 VN191               | 4 novembre 2007   | Mt. Lemmon Survey |
| 450834 - | 2007 VT191               | 4 novembre 2007   | Mt. Lemmon Survey |
| 450835 - | 2007 VY197               | 8 novembre 2007   | Mt. Lemmon Survey |
| 450836 - | 2007 VZ197               | 8 novembre 2007   | Mt. Lemmon Survey |
| 450837 - | 2007 VE213               | 14 settembre 2007 | Mt. Lemmon Survey |
| 450838 - | 2007 VH215               | 1º novembre 2007  | Spacewatch        |
| 450839 - | 2007 VB246               | 2 novembre 2007   | Mt. Lemmon Survey |
| 450840 - | 2007 VL253               | 14 novembre 2007  | Mt. Lemmon Survey |
| 450841 - | 2007 VY264               | 13 novembre 2007  | Spacewatch        |
| 450842 - | 2007 VJ268               | 10 ottobre 2007   | Mt. Lemmon Survey |
| 450843 - | 2007 VY272               | 2 novembre 2007   | Mt. Lemmon Survey |
| 450844 - | 2007 VS273               | 12 novembre 2007  | Mt. Lemmon Survey |
| 450845 - | 2007 VX291               | 14 novembre 2007  | Spacewatch        |
| 450846 - | 2007 VT307               | 4 novembre 2007   | Spacewatch        |
| 450847 - | 2007 VF313               | 6 novembre 2007   | Spacewatch        |
| 450848 - | 2007 WV16                | 3 novembre 2007   | Spacewatch        |
| 450849 - | 2007 WE27                | 18 novembre 2007  | Mt. Lemmon Survey |
| 450850 - | 2007 WF39                | 19 novembre 2007  | Mt. Lemmon Survey |
| 450851 - | 2007 WT49                | 24 novembre 2003  | Spacewatch        |
| 450852 - | 2007 WU53                | 18 novembre 2007  | Mt. Lemmon Survey |
| 450853 - | 2007 WQ55                | 24 ottobre 2007   | Mt. Lemmon Survey |
| 450854 - | 2007 WJ63                | 20 novembre 2007  | Mt. Lemmon Survey |
| 450855 - | 2007 XF4                 | 19 novembre 2007  | Spacewatch        |
| 450856 - | 2007 XB15                | 5 dicembre 2007   | Mt. Lemmon Survey |
| 450857 - | 2007 XM16                | 6 dicembre 2007   | Mt. Lemmon Survey |
| 450858 - | 2007 XU23                | 12 dicembre 2007  | Birtwhistle, P.   |
| 450859 - | 2007 XJ24                | 7 novembre 2007   | Spacewatch        |
| 450860 - | 2007 XB26                | 8 novembre 2007   | Spacewatch        |
| 450861 - | 2007 XU33                | 10 dicembre 2007  | LINEAR            |
| 450862 - | 2007 XU45                | 15 dicembre 2007  | Spacewatch        |
| 450863 - | 2007 XG50                | 13 dicembre 2007  | Teamo, N.         |
| 450864 - | 2007 XX57                | 5 dicembre 2007   | Spacewatch        |
| 450865 - | 2007 XJ58                | 5 dicembre 2007   | Mt. Lemmon Survey |
| 450866 - | 2007 YR18                | 3 dicembre 2007   | Spacewatch        |
| 450867 - | 2007 YB19                | 16 dicembre 2007  | Spacewatch        |
| 450868 - | 2007 YB27                | 18 dicembre 2007  | Mt. Lemmon Survey |
| 450869 - | 2007 YS38                | 18 dicembre 2007  | Spacewatch        |
| 450870 - | 2007 YE50                | 4 novembre 2007   | Mt. Lemmon Survey |
| 450871 - | 2007 YH57                | 28 dicembre 2007  | Spacewatch        |
| 450872 - | 2007 YU62                | 30 dicembre 2007  | Spacewatch        |
| 450873 - | 2007 YJ69                | 28 dicembre 2007  | Spacewatch        |
| 450874 - | 2007 YD74                | 31 dicembre 2007  | CSS               |
| 450875 - | 2008 AL9                 | 10 gennaio 2008   | Mt. Lemmon Survey |
| 450876 - | 2008 AA18                | 30 dicembre 2007  | Mt. Lemmon Survey |
| 450877 - | 2008 AR21                | 10 gennaio 2008   | Mt. Lemmon Survey |
| 450878 - | 2008 AF23                | 10 gennaio 2008   | Mt. Lemmon Survey |
| 450879 - | 2008 AY34                | 31 dicembre 2007  | Mt. Lemmon Survey |
| 450880 - | 2008 AX40                | 10 gennaio 2008   | Mt. Lemmon Survey |
| 450881 - | 2008 AA52                | 18 novembre 2007  | Mt. Lemmon Survey |
| 450882 - | 2008 AL55                | 30 dicembre 2007  | Spacewatch        |
| 450883 - | 2008 AD57                | 30 dicembre 2007  | Spacewatch        |
| 450884 - | 2008 AU72                | 15 gennaio 2008   | LINEAR            |
| 450885 - | 2008 AW81                | 13 gennaio 2008   | Mt. Lemmon Survey |
| 450886 - | 2008 AH92                | 14 gennaio 2008   | Spacewatch        |
| 450887 - | 2008 AH93                | 1º gennaio 2008   | Spacewatch        |
| 450888 - | 2008 AM94                | 14 gennaio 2008   | Spacewatch        |
| 450889 - | 2008 AM96                | 14 gennaio 2008   | Spacewatch        |
| 450890 - | 2008 AX104               | 15 gennaio 2008   | Spacewatch        |
| 450891 - | 2008 AU106               | 15 gennaio 2008   | Spacewatch        |
| 450892 - | 2008 BT10                | 18 gennaio 2008   | Spacewatch        |
| 450893 - | 2008 BR17                | 30 dicembre 2007  | Spacewatch        |
| 450894 - | 2008 BT18                | 31 gennaio 2008   | LINEAR            |
| 450895 - | 2008 BL21                | 30 gennaio 2008   | Mt. Lemmon Survey |
| 450896 - | 2008 BE24                | 1º gennaio 2008   | Spacewatch        |
| 450897 - | 2008 BO32                | 30 gennaio 2008   | Mt. Lemmon Survey |
| 450898 - | 2008 BP43                | 18 gennaio 2008   | CSS               |
| 450899 - | 2008 BE52                | 19 gennaio 2008   | Mt. Lemmon Survey |
| 450900 - | 2008 CX13                | 3 febbraio 2008   | Spacewatch        |

## 450901-451000
| Nome             | Designazione provvisoria | Data di scoperta  | Scopritore            |
| ---------------- | ------------------------ | ----------------- | --------------------- |
| 450901 -         | 2008 CD21                | 3 febbraio 2008   | CSS                   |
| 450902 -         | 2008 CB60                | 7 febbraio 2008   | Spacewatch            |
| 450903 -         | 2008 CL77                | 6 febbraio 2008   | CSS                   |
| 450904 -         | 2008 CT108               | 15 settembre 2007 | Mt. Lemmon Survey     |
| 450905 -         | 2008 CK118               | 3 febbraio 2008   | CSS                   |
| 450906 -         | 2008 CL122               | 7 febbraio 2008   | Mt. Lemmon Survey     |
| 450907 -         | 2008 CV128               | 8 febbraio 2008   | Spacewatch            |
| 450908 -         | 2008 CX144               | 9 febbraio 2008   | Spacewatch            |
| 450909 -         | 2008 CX160               | 9 febbraio 2008   | Spacewatch            |
| 450910 -         | 2008 CB176               | 25 settembre 2007 | Mt. Lemmon Survey     |
| 450911 -         | 2008 CF180               | 1º gennaio 2008   | CSS                   |
| 450912 -         | 2008 CO206               | 9 febbraio 2008   | Spacewatch            |
| 450913 -         | 2008 CC207               | 12 febbraio 2008  | Spacewatch            |
| 450914 -         | 2008 CU214               | 12 febbraio 2008  | Spacewatch            |
| 450915 -         | 2008 DD3                 | 10 gennaio 2008   | Spacewatch            |
| 450916 -         | 2008 DD7                 | 2 febbraio 2008   | Spacewatch            |
| 450917 -         | 2008 DH34                | 10 febbraio 2008  | Mt. Lemmon Survey     |
| 450918 -         | 2008 DZ40                | 30 dicembre 2007  | Mt. Lemmon Survey     |
| 450919 -         | 2008 DN48                | 31 dicembre 2007  | Mt. Lemmon Survey     |
| 450920 -         | 2008 DB51                | 19 dicembre 2007  | Mt. Lemmon Survey     |
| 450921 -         | 2008 DH89                | 28 febbraio 2008  | Spacewatch            |
| 450922 -         | 2008 ED1                 | 2 marzo 2008      | Jarnac                |
| 450923 -         | 2008 EK5                 | 13 febbraio 2008  | CSS                   |
| 450924 -         | 2008 EN8                 | 28 febbraio 2008  | CSS                   |
| 450925 -         | 2008 EB33                | 12 gennaio 2008   | CSS                   |
| 450926 -         | 2008 ER46                | 5 marzo 2008      | Mt. Lemmon Survey     |
| 450927 -         | 2008 EB47                | 5 marzo 2008      | Mt. Lemmon Survey     |
| 450928 -         | 2008 EY76                | 7 marzo 2008      | Spacewatch            |
| 450929 -         | 2008 EE99                | 14 febbraio 2008  | CSS                   |
| 450930 -         | 2008 EW148               | 2 marzo 2008      | Spacewatch            |
| 450931 Coculescu | 2008 EX154               | 11 marzo 2008     | EURONEAR              |
| 450932 -         | 2008 EG165               | 2 marzo 2008      | Spacewatch            |
| 450933 -         | 2008 FY14                | 26 marzo 2008     | Spacewatch            |
| 450934 -         | 2008 FS15                | 19 gennaio 2008   | Mt. Lemmon Survey     |
| 450935 -         | 2008 FX21                | 27 marzo 2008     | Spacewatch            |
| 450936 -         | 2008 FN23                | 27 marzo 2008     | Spacewatch            |
| 450937 -         | 2008 FJ46                | 28 marzo 2008     | Mt. Lemmon Survey     |
| 450938 -         | 2008 FE78                | 13 febbraio 2008  | Mt. Lemmon Survey     |
| 450939 -         | 2008 FQ79                | 27 marzo 2008     | Mt. Lemmon Survey     |
| 450940 -         | 2008 FU87                | 28 marzo 2008     | Mt. Lemmon Survey     |
| 450941 -         | 2008 FD97                | 29 marzo 2008     | Mt. Lemmon Survey     |
| 450942 -         | 2008 FH109               | 31 marzo 2008     | Mt. Lemmon Survey     |
| 450943 -         | 2008 FC126               | 31 marzo 2008     | Mt. Lemmon Survey     |
| 450944 -         | 2008 FR127               | 5 marzo 2008      | Mt. Lemmon Survey     |
| 450945 -         | 2008 FM132               | 28 marzo 2008     | Spacewatch            |
| 450946 -         | 2008 FL135               | 31 marzo 2008     | Mt. Lemmon Survey     |
| 450947 -         | 2008 GS114               | 3 aprile 2008     | Spacewatch            |
| 450948 -         | 2008 GD127               | 14 aprile 2008    | Mt. Lemmon Survey     |
| 450949 -         | 2008 GG138               | 15 aprile 2008    | Mt. Lemmon Survey     |
| 450950 -         | 2008 GW141               | 7 aprile 2008     | Spacewatch            |
| 450951 -         | 2008 HL8                 | 3 aprile 2008     | Mt. Lemmon Survey     |
| 450952 -         | 2008 HF19                | 26 aprile 2008    | Mt. Lemmon Survey     |
| 450953 -         | 2008 HC58                | 4 aprile 2008     | CSS                   |
| 450954 -         | 2008 HC65                | 14 aprile 2008    | Spacewatch            |
| 450955 -         | 2008 JX22                | 6 aprile 2008     | Mt. Lemmon Survey     |
| 450956 -         | 2008 JS28                | 8 maggio 2008     | Spacewatch            |
| 450957 -         | 2008 JT33                | 11 maggio 2008    | Spacewatch            |
| 450958 -         | 2008 JE40                | 4 aprile 2008     | Spacewatch            |
| 450959 -         | 2008 KF1                 | 26 maggio 2008    | Spacewatch            |
| 450960 -         | 2008 KB2                 | 3 maggio 2008     | Mt. Lemmon Survey     |
| 450961 -         | 2008 KD4                 | 13 maggio 2008    | Mt. Lemmon Survey     |
| 450962 -         | 2008 KD24                | 28 maggio 2008    | Spacewatch            |
| 450963 -         | 2008 KN34                | 31 maggio 2008    | Mt. Lemmon Survey     |
| 450964 -         | 2008 KG39                | 30 maggio 2008    | Spacewatch            |
| 450965 -         | 2008 NW3                 | 13 luglio 2008    | Hug, G.               |
| 450966 -         | 2008 PK8                 | 26 luglio 2008    | Siding Spring Survey  |
| 450967 -         | 2008 PW8                 | 6 agosto 2008     | OAM                   |
| 450968 -         | 2008 QA32                | 30 agosto 2008    | LINEAR                |
| 450969 -         | 2008 QS38                | 24 agosto 2008    | Spacewatch            |
| 450970 -         | 2008 QX45                | 26 agosto 2008    | LINEAR                |
| 450971 -         | 2008 RD43                | 2 settembre 2008  | Spacewatch            |
| 450972 -         | 2008 RJ72                | 6 settembre 2008  | Mt. Lemmon Survey     |
| 450973 -         | 2008 RP75                | 6 settembre 2008  | Mt. Lemmon Survey     |
| 450974 -         | 2008 RM144               | 3 settembre 2008  | Spacewatch            |
| 450975 -         | 2008 RM146               | 7 settembre 2008  | Mt. Lemmon Survey     |
| 450976 -         | 2008 SN4                 | 22 settembre 2008 | LINEAR                |
| 450977 -         | 2008 SM7                 | 23 settembre 2008 | Tucker, R. A.         |
| 450978 -         | 2008 SB9                 | 22 settembre 2008 | LINEAR                |
| 450979 -         | 2008 SO28                | 19 settembre 2008 | Spacewatch            |
| 450980 -         | 2008 SL30                | 25 febbraio 2007  | Mt. Lemmon Survey     |
| 450981 -         | 2008 SM84                | 27 settembre 2008 | Karge, S., Schwab, E. |
| 450982 -         | 2008 SX94                | 21 settembre 2008 | Spacewatch            |
| 450983 -         | 2008 SV122               | 22 settembre 2008 | Mt. Lemmon Survey     |
| 450984 -         | 2008 SL193               | 25 settembre 2008 | Spacewatch            |
| 450985 -         | 2008 SN223               | 25 novembre 2005  | Mt. Lemmon Survey     |
| 450986 -         | 2008 SB285               | 27 settembre 2008 | Mt. Lemmon Survey     |
| 450987 -         | 2008 SA293               | 20 settembre 2008 | CSS                   |
| 450988 -         | 2008 SO303               | 24 settembre 2008 | Spacewatch            |
| 450989 -         | 2008 SD309               | 21 settembre 2008 | Spacewatch            |
| 450990 -         | 2008 SO309               | 29 settembre 2008 | Mt. Lemmon Survey     |
| 450991 -         | 2008 TG2                 | 3 ottobre 2008    | Teamo, N.             |
| 450992 -         | 2008 TJ21                | 1º ottobre 2008   | Mt. Lemmon Survey     |
| 450993 -         | 2008 TK48                | 2 ottobre 2008    | Spacewatch            |
| 450994 -         | 2008 TL49                | 2 ottobre 2008    | Spacewatch            |
| 450995 -         | 2008 TW55                | 20 settembre 2008 | Spacewatch            |
| 450996 -         | 2008 TZ57                | 24 settembre 2008 | Spacewatch            |
| 450997 -         | 2008 TZ89                | 3 ottobre 2008    | Spacewatch            |
| 450998 -         | 2008 TV91                | 4 ottobre 2008    | OAM                   |
| 450999 -         | 2008 TL106               | 6 ottobre 2008    | Spacewatch            |
| 451000 -         | 2008 TW114               | 26 dicembre 2005  | Mt. Lemmon Survey     |